# ORP Mazur (1950)
Pour les articles homonymes, voir ORP Mazur (homonymie).
L'ORP Mazur est un petit sous-marin de la classe Malioutka (série XV-bis) produit par l’URSS. En service soviétique, il a été désigné M-274. Il a été remis à la Pologne en septembre 1954. Il fut le deuxième navire de la marine polonaise à porter ce nom. Par la suite, il a porté les désignations M-101, P-101 et 301. Il a été retiré du service en 1965.

## Commandants
- 11/02/1954 au 07/12/1956 : Capitaine Edward Jóźwiak
- 07/12/1956 au 14/12/1959 : Capitaine Aleksander Kosiński
- 14/12/1959 au 13/11/1961 : Capitaine Feliks Markowski
- 05/11/1962 au 10/04/1964 : Capitaine Ryszard Miecznikowski
- 10/04/1964 au 31/12/1966 : Capitaine Adam Lang[1].